# Amsterdam (album, Ilona Csáková)
Amsterdam je druhé řadové album zpěvačky Ilony Csákové. Vyšlo v březnu 1995.
Spolupráce se skladatelem a producentem Romanem Šteflem započatá na debutu Kosmopolis pokračovala i na druhém sólovém projektu Ilony Csákové. Stejně jako Kosmopolis vznikalo v německém Kolíně nad Rýnem. Albu předcházel stejnojmenný singl obsahující ještě dvě nikde jinde nevydané skladby - Elegán a Tamtydá. Toto album se zdá být ucelenější než předchozí první CD. Album má velice příjemný sound v mnoha skladbách inspirovaný severoevropskou hudbou. Tématem projektu byla amsterdamská volnost. Zpěvačce toto album přineslo první velký hit Amsterdam.

## Tracklist
- 1. Amsterdam 4:13
- 2. Say what 3:09
- 3. Jako dým 4:50
- 4. Šepoty a výkřiky 4:43
- 5. Samá voda 4:05
- 6. V noci zrozená 5:38
- 7. Jméno 3:47
- 8. Pátek 4:08
- 9. Paradise 4:53
- 10. Oheň a troud 4:06
- 11. Ukolébavka 4:51
- 12. Malý vůz - intro 0:37
- 13. Malý vůz 2:16
- 14. Amsterdam remix 4:23

## Účinkující
- Zpěv: Mc Lauren Foter, Elke Klein, Silke Hamann, Clelia Sarto, Tom Lehel a Ilona Csáková
- Bicí: Jim Foster a Tomáš Waschinger
- Elektrická kytara:Christoph Lindner
- Akustická kytara:Roman Štefl
- Klávesy:Roman Štefl a Tom Dokoupil